# Neoitamus terminalis
Neoitamus terminalis är en tvåvingeart som först beskrevs av James Stewart Hine 1909.  Neoitamus terminalis ingår i släktet Neoitamus och familjen rovflugor.
Artens utbredningsområde är Kalifornien. Inga underarter finns listade i Catalogue of Life.